# Saint-Côme-d'Olt
Saint-Côme-d'Olt là một xã ở tỉnh Aveyron, thuộc vùng Occitanie ở miền nam nước Pháp.